# Bray Wanderers Association Football Club
Il Bray Wanderers Association Football Club (in gaelico: Cumann Peile Fánaithe Bhré), meglio noto come Bray Wanderers, è una società calcistica irlandese con sede nella città di Bray.
Il soprannome più ricorrente del Bray Wanderers è "Seagulls" ("i Gabbiani"), e deve la sua origine alla posizione geografica della città di Bray, che è una località costiera.

## Storia
Il club venne originariamente fondato nel 1922; rimase nel calcio minore fino al 1942 quando venne rifondato. Nei primi anni di storia le partite casalinghe del Bray si giocarono al Corke Abbey in quanto il Carlisle Grounds era utilizzato da un'altra squadra. I Seagulls si affiliarono alla League of Ireland nel 1985 e disputarono la loro prima stagione professionistica in First Division nel 1985-1986: terminarono il campionato al primo posto, con una sola sconfitta al passivo, e guadagnandosi l'accesso alla massima serie al primo tentativo. Nel 1988 retrocedette in First Division rimanendoci fino al 1991. Nel frattempo la squadra vinse il suo primo trofeo: la Coppa d'Irlanda (1990). Dopodiché il club attraversò un decennio molto travagliato, costellato di retrocessioni e promozioni di cui cinque consecutive tra il 1995 e il 2000. Nel frattempo arrivò la seconda vittoria della coppa nazionale, nel 1999. Il club continuò con il suo rendimento altalenante fino al 2004, quando venne promosso in Premier Division, riuscendo poi a inanellare varie stagioni consecutive in massima serie. Al termine della Premier Division 2009 il club è retrocesso in seconda divisione dopo aver perso i play-out contro lo Sporting Fingal; tuttavia nel febbraio 2010 è stato ripescato in massima serie in sostituzione del Cork City (scomparso per problemi finanziari).
Nel campionato 2018 si colloca all'ultimo posto con 18 punti in 36 partite, piazzamento che costringe il club alla retrocessione in First Division 2019. Dal 2019 milita in League of Ireland First Division.
Nelle competizioni UEFA per club il Bray vanta due partecipazioni: la prima nella Coppa delle Coppe 1990-1991, conclusasi con un risultato aggregato di 1-3 in favore dei turchi del Trabzonspor e l'ultima nella Coppa UEFA 1999-2000 quando i biancoverdi subirono un umiliante risultato aggregato di 0-8 in favore degli svizzeri del Grasshoppers.

## Palmarès

### Competizioni nazionali
- Coppa d'Irlanda: 2

1990, 1999
- League of Ireland First Division: 3

1985-1986, 1995-1996, 1999-2000

### Altri piazzamenti
- Coppa d'Irlanda:

Semifinalista: 2005, 2009, 2015
- FAI First Division:

Secondo posto: 1990-1991, 1997-1998, 2003, 2020
Terzo posto: 1988-1989, 1989-1990, 2004

## Statistiche e record

### Bilancio nelle competizioni europee
| Competizione      | Giocate | Vittorie | Pareggi | Sconfitte | Gol fatti | Gol subìti |
| ----------------- | ------- | -------- | ------- | --------- | --------- | ---------- |
| Coppa UEFA        | 2       | 0        | 0       | 2         | 0         | 8          |
| Coppa delle Coppe | 2       | 0        | 1       | 1         | 1         | 3          |
| Totale            | 4       | 0        | 1       | 3         | 1         | 11         |

### Rosa 2016
| N. |                    | Ruolo | Calciatore        |
| -- | ------------------ | ----- | ----------------- |
| 1  | Scozia (bandiera)  | P     | Peter Cherrie     |
| 2  | Irlanda (bandiera) | D     | Hugh Douglas      |
| 3  | Irlanda (bandiera) | D     | Curtis Murphy     |
| 4  | Irlanda (bandiera) | D     | Conor Kenna       |
| 5  | Irlanda (bandiera) | D     | Alan McNally      |
| 6  | Irlanda (bandiera) | D     | Alan Byrne        |
| 7  | Irlanda (bandiera) | C     | Ryan Brennan      |
| 8  | Irlanda (bandiera) | C     | Mark Salmon       |
| 9  | Irlanda (bandiera) | A     | Dean Kelly        |
| 10 | Irlanda (bandiera) | C     | Karl Moore        |
| 11 | Irlanda (bandiera) | C     | Jason Marks       |
| 12 | Irlanda (bandiera) | D     | Conor Earley      |
| 13 | Irlanda (bandiera) | D     | Daniel Blackbyrne |

| N. |                        | Ruolo | Calciatore      |
| -- | ---------------------- | ----- | --------------- |
| 15 | Irlanda (bandiera)     | C     | Sean Noble      |
| 16 | Irlanda (bandiera)     | C     | Dylan Connolly  |
| 17 | Irlanda (bandiera)     | A     | Gerald Pender   |
| 18 | Inghilterra (bandiera) | A     | Andrew Lewis    |
| 19 | Irlanda (bandiera)     | C     | Troy Carey      |
| 20 | Irlanda (bandiera)     | D     | Paul Finnegan   |
| 21 | Irlanda (bandiera)     | C     | Robbie Creevy   |
| 23 | Irlanda (bandiera)     | A     | Gareth McDonagh |
| 24 | Irlanda (bandiera)     | D     | Sean Harding    |
| 25 | Irlanda (bandiera)     | D     | Michael Daly    |
| 29 | Irlanda (bandiera)     | P     | Sean Fogarty    |
| 50 | Irlanda (bandiera)     | P     | Aaron Shanahan  |

### Rosa 2010
| N. |                    | Ruolo | Calciatore           |
| -- | ------------------ | ----- | -------------------- |
|    | Irlanda (bandiera) | P     | Brian Kane           |
|    | Irlanda (bandiera) | P     | Carl Donnelly        |
|    | Irlanda (bandiera) | P     | Robert Lambert       |
|    | Irlanda (bandiera) | D     | Colm Tresson         |
|    | Irlanda (bandiera) | D     | Stephen Brennan      |
|    | Messico (bandiera) | D     | Juan Pablo Rodríguez |
|    | Irlanda (bandiera) | D     | Shane O'Connor       |
|    | Irlanda (bandiera) | D     | Nicky Byrne          |
|    | Irlanda (bandiera) | D     | Chris Shields        |
|    | Irlanda (bandiera) | D     | Dave Webster         |
|    | Irlanda (bandiera) | D     | Philip Knight        |
|    | Irlanda (bandiera) | D     | Dane Massey          |
|    | Irlanda (bandiera) | C     | Richie Baker         |
|    | Irlanda (bandiera) | C     | David O'Neill        |

| N. |                    | Ruolo | Calciatore             |
| -- | ------------------ | ----- | ---------------------- |
|    | Irlanda (bandiera) | C     | Mark O'Brien           |
|    | Irlanda (bandiera) | C     | James Kavanagh         |
|    | Irlanda (bandiera) | C     | Ian Tuohy              |
|    | Irlanda (bandiera) | C     | Daire Doyle            |
|    | Irlanda (bandiera) | C     | David Tyrrell          |
|    | Irlanda (bandiera) | A     | Robbie Doyle           |
|    | Romania (bandiera) | A     | Andrei Georgescu       |
|    | Irlanda (bandiera) | A     | John Mulroy            |
|    | Irlanda (bandiera) | A     | Shane O'Neill          |
|    | Irlanda (bandiera) | A     | Jake Kelly             |
|    | Irlanda (bandiera) | A     | Dean Barrett           |
|    | Spagna (bandiera)  | A     | Pablo Rodríguez Aracil |
|    | Irlanda (bandiera) | A     | Dean Zambra            |